# Rhyacia nyctymerides
Rhyacia nyctymerides är en fjärilsart som beskrevs av Bang-haas 1922. Rhyacia nyctymerides ingår i släktet Rhyacia och familjen nattflyn. Inga underarter finns listade.